# 德維納區
德維納區是阿爾巴尼亞的36个旧区之一，这些区份在2000年7月全部撤销，并由新成立的12个州份取代。该区面积为367平方公里，人口数量为10,859人（2001年）。该区位于阿尔巴尼亚南部，区府为德維納。该区的范围为现今的夫羅勒州的德維納市镇及腓尼基市镇的部分区域。